# Lebel-sur-Quévillon
| Lebel-sur-Quévillon                 |                     |
|                                     |                     |
| Coordenadas: 49°03'00"N, 76°59'00"O |                     |
| Província                           | Quebec              |
| Fundado em                          | 1965                |
| Prefeito                            | Gérald Lemoyne      |
| Código postal                       | J0Y 1X0             |
|                                     |                     |
| Área                                |                     |
| - Cidade                            | 42.60 km²           |
| Altitude                            | 304.50 m, 999.02 ft |
| Fuso horário                        | UTC -5/-4           |
| População (2011)                    |                     |
| - Cidade                            | 2.159               |
| - Densidade                         | 53.8 hab/km²        |
| Website: https://www.lsq.quebec     |                     |

Lebel-sur-Quévillon é um município da província de Quebec, Canadá, situado na região da Jamésie.. Localiza-se a aproximadamente 88 quilômetros ao norte de Senneterre e a aproximadamente 200 quilômetros a sudoeste de Chibougamau.
Segundo o recenseamento de 2011, o município conta 2.159 habitantes, 21% a menos que em 2006.